# 聖地牙哥德普里斯卡爾區
聖地牙哥德普里斯卡爾區（西班牙語：Santiago de Puriscal）是哥斯達黎加的一個區，位於該國中部聖何塞省，面積34.58平方公里，2010年人口11,512，該區人口密度每平方公里332.91人。